# Ortholasma rugosum
Espèce
Ortholasma rugosum est une espèce d'opilions dyspnois de la famille des Nemastomatidae.

## Distribution
Cette espèce est endémique de Californie aux États-Unis. Elle se rencontre dans les comtés de San Benito, de Santa Clara, de Santa Cruz, de San Mateo, de San Francisco, d'Alameda, de Solano, de Marin et de Sonoma.

## Description

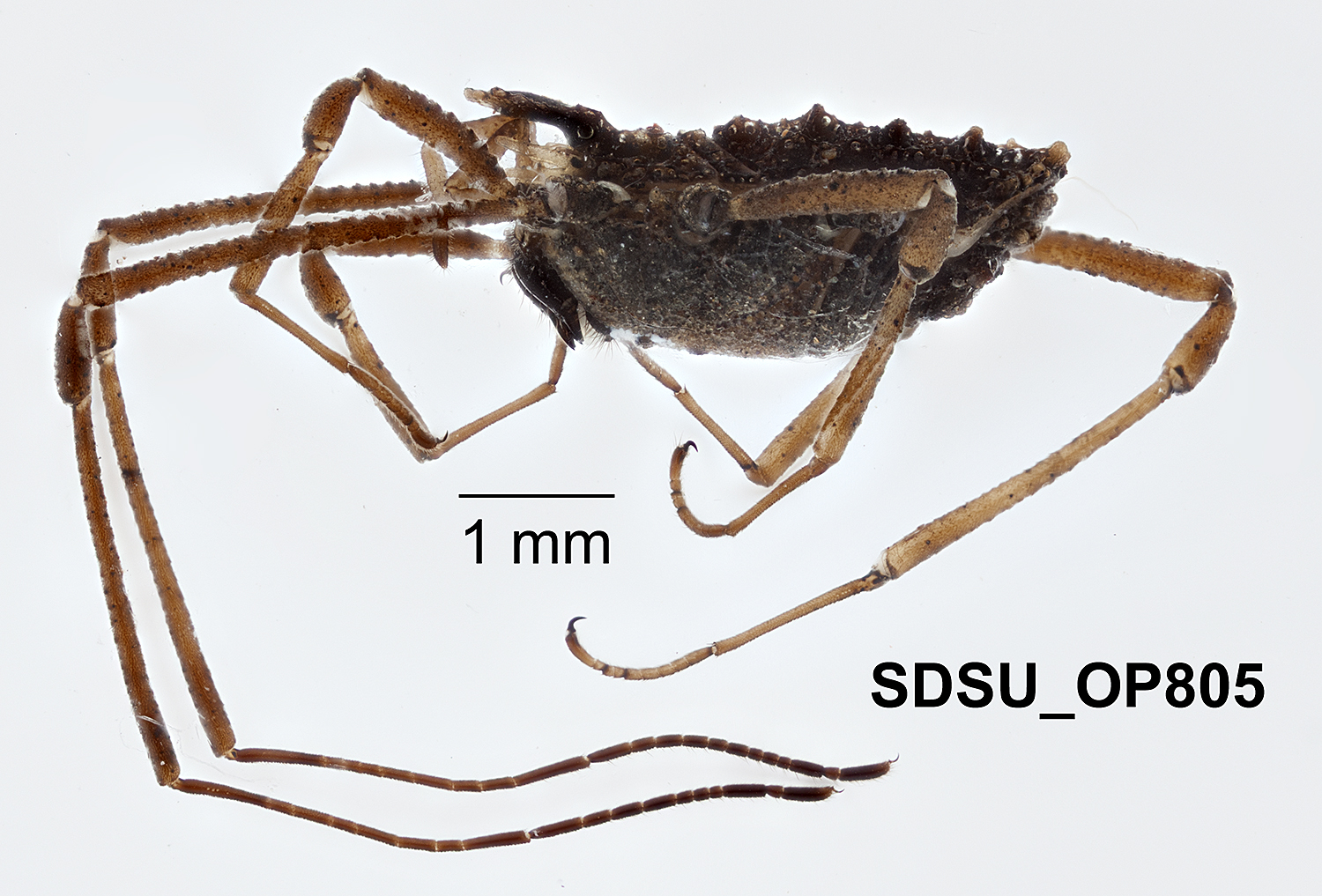
Ortholasma rugosum

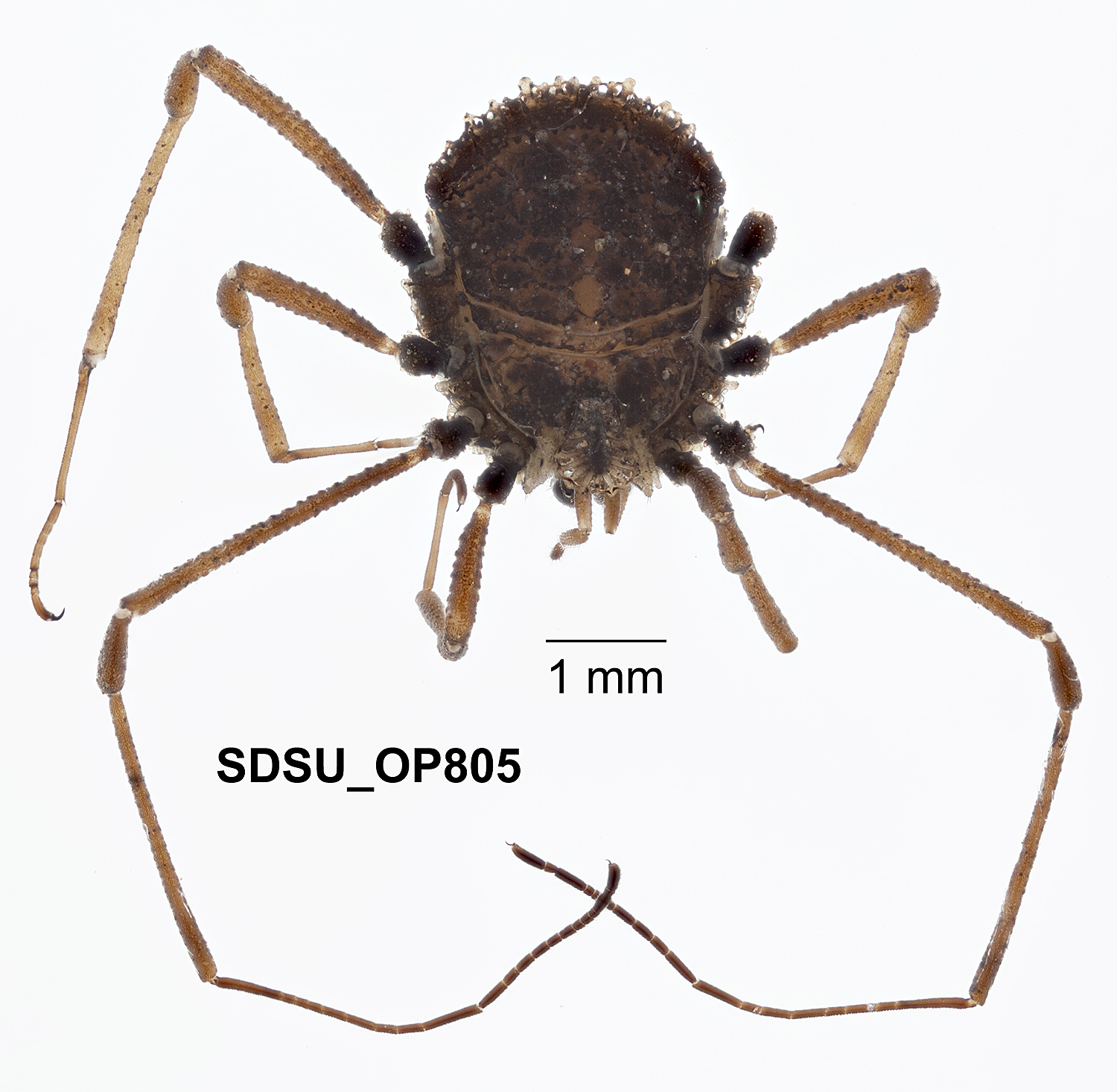
Ortholasma rugosum

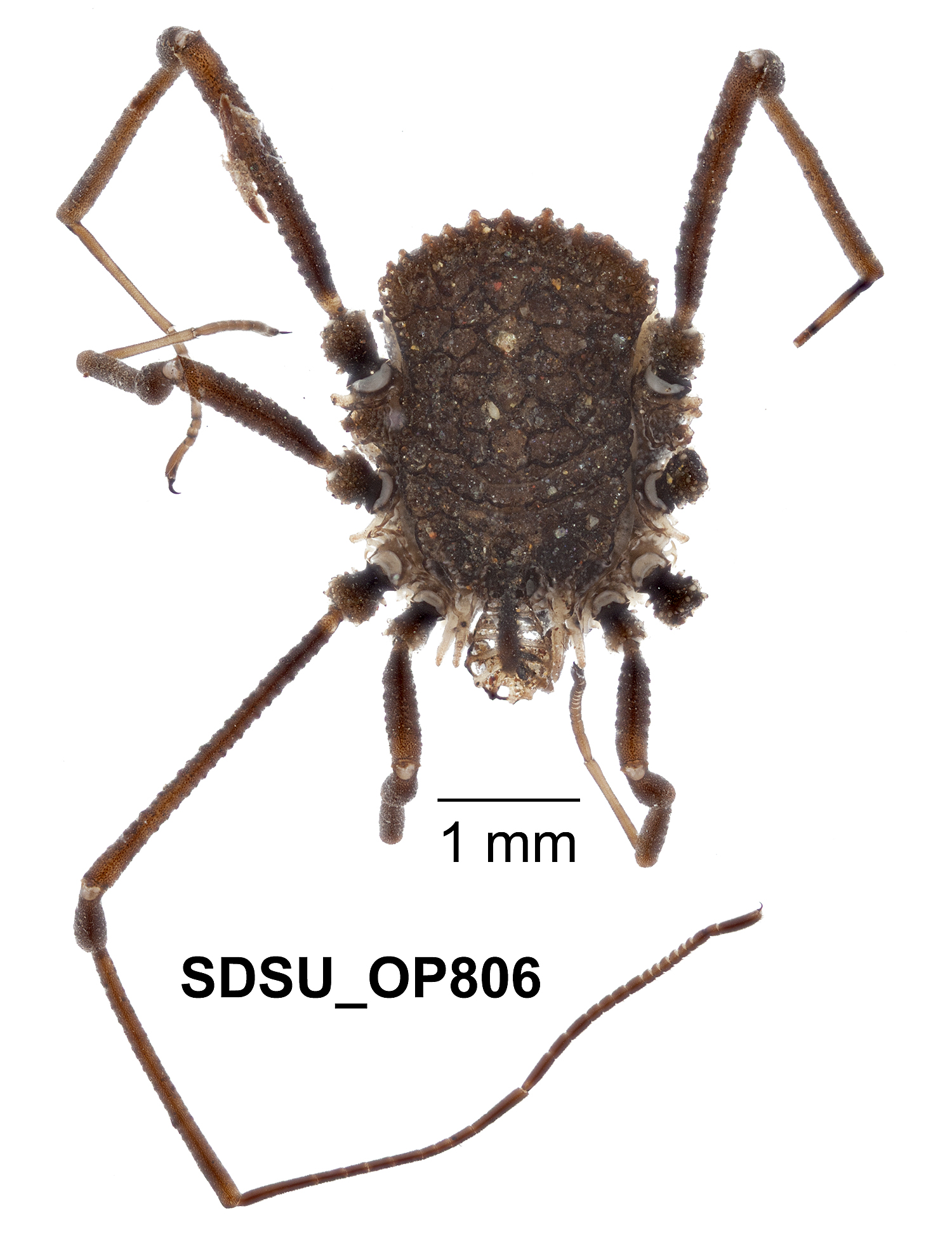
Ortholasma rugosum

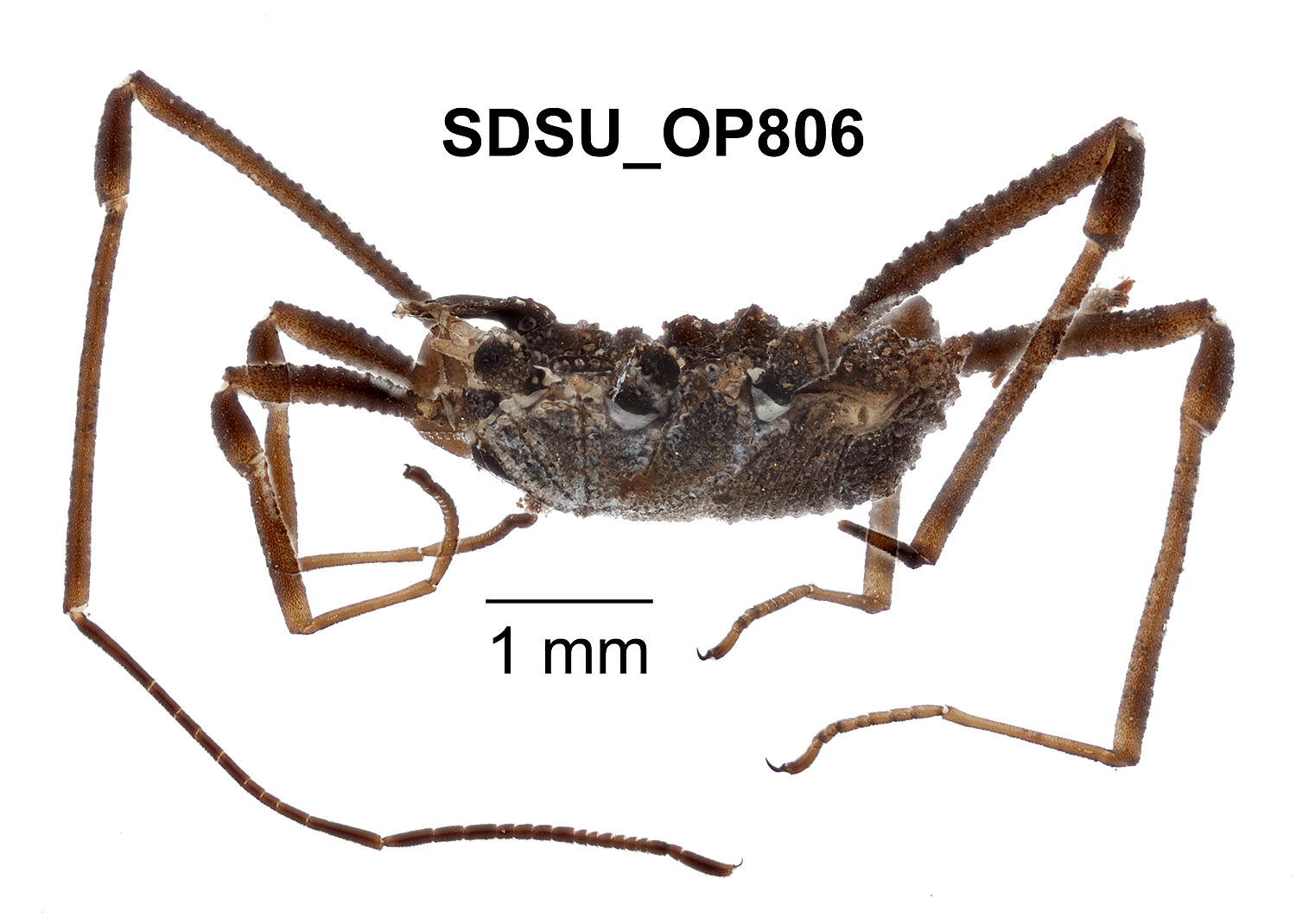
Ortholasma rugosum

Le syntype mesure 3,6 mm.
Les mâles mesurent de 2,8 à 4,7 mm et les femelles de 3,4 à 4,7 mm

## Systématique et taxinomie
Cette espèce a été décrite par Banks en 1894.

## Publication originale
- Banks, 1894 : « The Nemastomatidae and Trogulidae of the United States. I. » Psyche, a Journal of Entomology, vol. 7, p. 11–12 (texte intégral).